# 丹耶库里亚
丹耶库里亚（Dhanyakuria），是印度西孟加拉邦North Twentyfour Parganas县的一个城镇。总人口4168（2001年）。

## 人口
该地2001年总人口4168人，其中男性2143人，女性2025人；0—6岁人口414人，其中男227人，女187人；识字率75.07%，其中男性为81.43%，女性为68.35%。